# Mike Braun
Mike Braun (Jasper, 1954. március 24. –) az Amerikai Egyesült Államok Indiana államának szenátora. 2025-ben jár le mandátuma, amit követően az állam kormányzója lesz.